# George N. Southwick

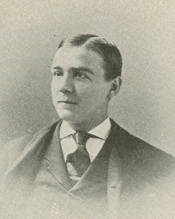
George N. Southwick

George Newell Southwick (* 7. März 1863 in Albany, New York; † 17. Oktober 1912 ebenda) war ein US-amerikanischer Politiker. Zwischen 1895 und 1899 sowie zwischen 1901 und 1911 vertrat er den Bundesstaat New York im US-Repräsentantenhaus.

## Werdegang
George Newell Southwick wurde während des Bürgerkrieges im Albany County geboren. Er besuchte sowohl Privatschulen als auch öffentliche Schulen. 1879 graduierte er an der Albany High School und 1884 am Williams College in Williamstown (Massachusetts). Er besuchte die Albany Law School. 1885 begann er für den Albany Morning Express zu arbeiten. Er war zwischen 1886 und 1888 als offizieller Reporter der Legislative für die Associated Press tätig. 1888 wurde er Chefredakteur beim Morning Express und 1889 beim Albany Evening Journal. Politisch gehörte er der Republikanischen Partei an.
Bei den Kongresswahlen des Jahres 1894 für den 54. Kongress wurde er im 20. Wahlbezirk von New York in das US-Repräsentantenhaus in Washington, D.C. gewählt, wo er am 4. März 1895 die Nachfolge von Charles Tracey antrat. Er wurde einmal wiedergewählt. Bei seiner zweiten Wiederwahlkandidatur im Jahr 1898 erlitt er eine Niederlage und schied nach dem 3. März 1899 aus dem Kongress aus. Während dieser Zeit hatte er 1896 den Vorsitz bei der Republican State Convention. Im Jahr 1900 kandidierte er im 20. Wahlbezirk von New York für den 57. Kongress. Nach einer erfolgreichen Wahl trat er am 4. März 1901 die Nachfolge von Martin H. Glynn an. Bei den Kongresswahlen des Jahres 1902 für den 58. Kongress wurde er im 23. Wahlbezirk von New York in das US-Repräsentantenhaus gewählt, wo er am 4. März 1903 die Nachfolge von Louis W. Emerson antrat. Er wurde zwei Mal in Folge wiedergewählt. Da er auf eine erneute Kandidatur im Jahr 1910 verzichtete, schied er nach dem 3. März 1911 aus dem Kongress aus. Während der letzten drei Amtsperioden hatte er den Vorsitz im Bildungsausschuss.
Er verstarb am 17. Oktober 1912 und wurde dann auf dem Albany Rural Cemetery beigesetzt.